# Kościół św. Augustyna w Brnie
Kościół św. Augustyna w Brnie (czes. Kostel svatého Augustina) – parafialny kościół w Brnie wybudowany w latach 1930–1935 w stylu funkcjonalistycznym.  

## Historia
Inicjatywa budowy kościoła związana była z obchodami 1500-lecia śmierci św. Augustyna (1930). Dla uczczenia jubileuszu opat klasztoru augustianów w Brnie podjął decyzję o budowie dużej i nowoczesnej świątyni. Projekt kościoła wykonał w latach 1929–1930 architekt Vladimír Fischer, profesor Politechniki Czeskiej w Brnie. Kamień węgielny pod budowę położony został 28 sierpnia 1930 roku, budowę rozpoczęto w październiku tego samego roku, po uzyskaniu oficjalnego pozwolenia. Budowę ukończono w 1934 roku. 5 maja 1935 odbyła się uroczystość poświęcenia nowej świątyni przez biskupa Brna Josefa Kupkę. 
1 września 1938 przy kościele ustanowiono parafię.

## Opis
Kościół wybudowany na planie prostokąta, w konstrukcji żelbetowej wypełnionej cegłą. Świątynia jest trójnawową bazyliką z dostawioną smukłą dzwonnicą. Prezbiterium kościoła ma kształt apsydy. Wnętrze nakrywa kasetonowy strop. 